# Музей «Краєзнавець» (Слобідка)
Слобі́дський краєзна́вчий музе́й — місцевий громадський музей в селі Слобідка Тисменицького району Івано-Франківської області. Експонати — зібрання предметів з історії, археології та культури села.

## Про музей
Музей було зареєстровано як громадську організацію 17 січня 2006 року. Розташований в приміщенні Слобідської ЗОШ І-ІІ ступенів за адресою: с. Слобідка, вул. Незалежності, 3.
В музеї зберігаються речі з історії села різних періодів, археологічні знахідки, історичні та сучасні фотографії. Серед експонатів автентичні речі: вишивки, сорочки, давні національні костюми, ткацький верстат, кремнієві ножі, знайдені на території села, речі кам'яної доби тощо. Найцікавішою колекцією музею є чимале зібрання люльок. Також тут представлена картотека лікувальних рослин з інформацією про них.
Керівником музею є місцевий краєзнавець Адамчук Євстахій Іванович, який керував роботою з залучення громадськості до створення музею та координував зібрання для нього інформативних матеріалів та предметів.
Кількість предметів основного фонду становить 850 одиниць.